# 台灣牛肉麵

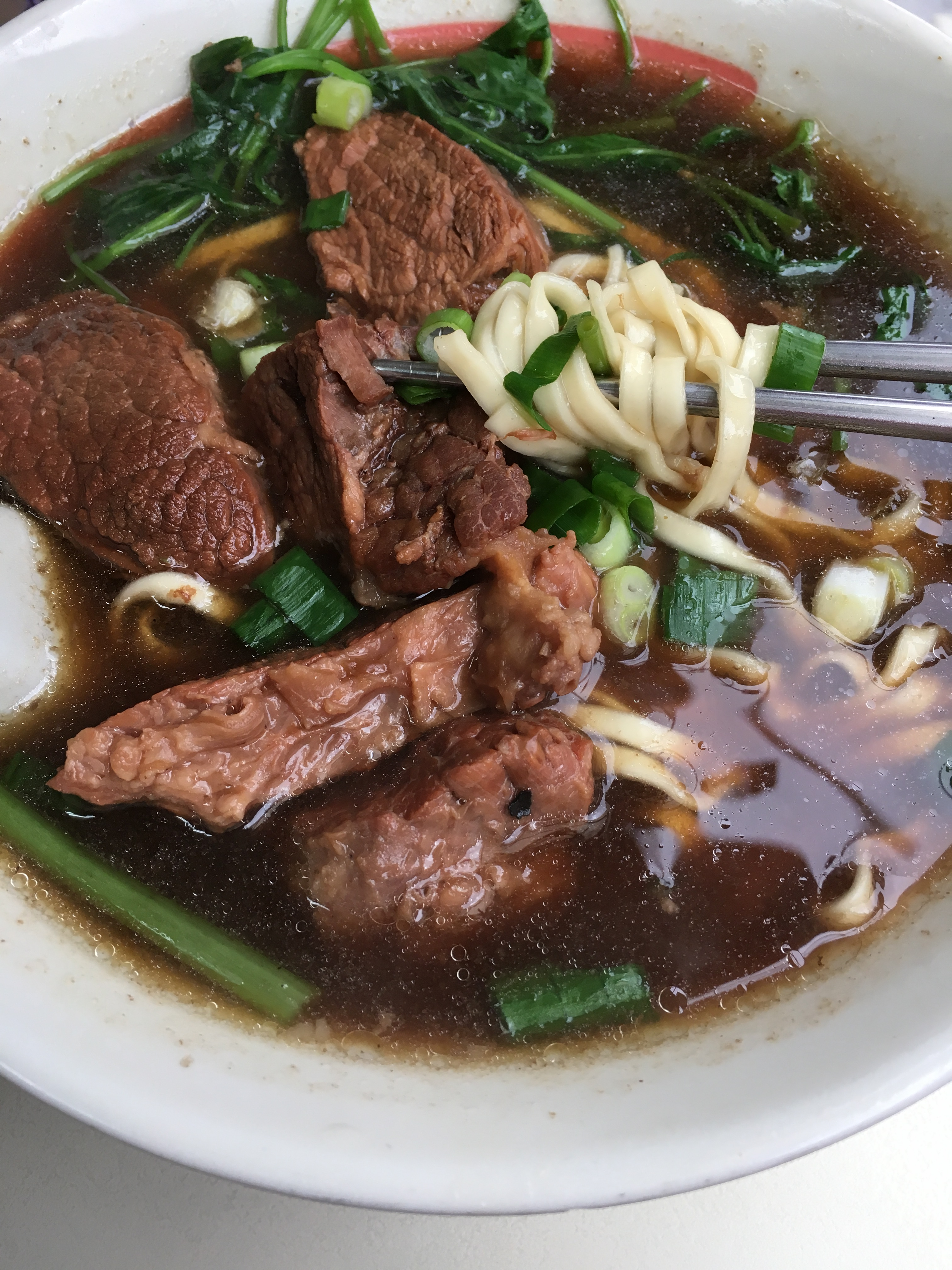
一碗臺灣牛肉麵

台灣牛肉麵是一道臺灣常見的麵食，屬於牛肉麵的流派之一。二戰後隨著中華民國政府遷台，渡海而來的外省老兵融合家鄉風味與臺灣在地元素，製成臺灣牛肉麵。

## 歷史
台灣早期的農業社會有不食牛肉的習俗，有俚諺「毋食牛犬，功名袂顯；食了牛犬，地獄難免」（M̄ tsia̍h gû khián, kong-bîng bē hián; tsia̍h liáu gû khián, tē-ga̍k lân-bián.）之說法，因此牛肉麵的歷史並不長，在二戰後早期台灣社會還視吃牛肉為禁忌，直到今天，仍有很多人不吃牛肉。
臺灣最牛肉麵以紅燒為大宗，紅燒牛肉麵在早期又粗略分為山東風味跟四川風味，兩者風味存在明顯差異，其中豆瓣醬的使用與否也是主要差異點。
山東風味的紅燒牛肉麵多以「山東牛肉麵」為名，發展自台灣北部，目前可考最早的店是1951年開業的「劉山東牛肉麵」，以山東的醬牛肉、紅燒肉等方式去發展出紅燒牛肉及其湯底，加上山東人擅長的麵條，做出了山東本地沒有的「山東紅燒牛肉麵」，須注意的是，早期台灣的山東牛肉麵湯底並無使用豆瓣醬，且當時台灣製的豆瓣醬也尚未流行開來，直到現在仍有許多「山東牛肉麵」一樣是沒有使用豆瓣醬的。
四川風味的紅燒牛肉麵多以「川味牛肉麵」為名，發展自台灣南部，目前可考最早的店是1962年在高雄岡山開業的「公園豬腳麵／牛肉麵」，其「川味」指的是使用四川特色醬料--豆瓣醬，台灣豆瓣醬的發展係從高雄岡山的豆瓣醬開始，以黃豆瓣和辣椒製成，風味與四川本地不太一樣(四川郫縣豆瓣多以蠶豆瓣製作)。岡山為空軍眷村所在地，而四川正好是空軍在抗戰期間的據點，根據飲食史名家逯耀東教授所考證，台灣所謂「川味牛肉麵」實為台灣起源，為老兵想念家鄉四川口味製作，至於以四川為名，創造者籍貫四川，而非四川原有的料理。

台灣紅燒牛肉麵的紅燒湯頭同其他眷村菜一樣，是沒有固定樣式的融合料理風格，所以到了後來，有的山東牛肉麵湯頭也會加豆瓣醬，有的川味牛肉麵加入了以前台灣所沒有的花椒，有的紅燒湯頭則重視中藥材滷包而藥味較重，也有的會使用各種蔬果來熬湯頭，還有的加入大量番茄增加鮮味酸味而衍生的茄汁牛肉麵，目前台灣的紅燒牛肉麵已不是當初所簡單區分的山東風味或四川風味。
民國38年（1949年），跟著中華民國政府從中國大陸撤退到臺灣的穆斯林（主要是甘肅的回族人），將清燉口味的蘭州牛肉麵引進了臺灣，因此早年在臺灣賣清燉牛肉麵的業者，幾乎都會標榜「清真」二字，意指符合伊斯蘭教規條的可食用食物。
現在，台灣牛肉麵已發展成海外華人地區的普遍食物，有不少泡麵如滿漢大餐 （页面存档备份，存于）都是以添加牛肉或牛肉調味料作為號召，尤其是在台灣非常普遍。

## 種類

### 基本款
在台灣市面上以紅燒與清燉牛肉湯麵最為常見。
- 紅燒牛肉麵：重濃厚的口味，以醬油為基底，在市場上略居主流，又粗略分為 山東牛肉麵 跟 川味牛肉麵（四川牛肉麵），不一定使用豆瓣醬，雖然冠以山東、四川之名，但其實在當地並沒有，是在台灣本地所發展出的牛肉麵種類[7][8][9]，又衍生出紅燒番茄牛肉麵、紅燒牛肉湯麵、紅燒牛肉乾麵等許多種類。
- 清燉牛肉麵：以花椒、胡椒和高湯為基底的口味，又名「清真牛肉麵」[10][11][12][13]，以清爽口感與紅燒口味抗衡。所使用的牛肉必須相當新鮮和符合伊斯蘭教規的宰殺取的。

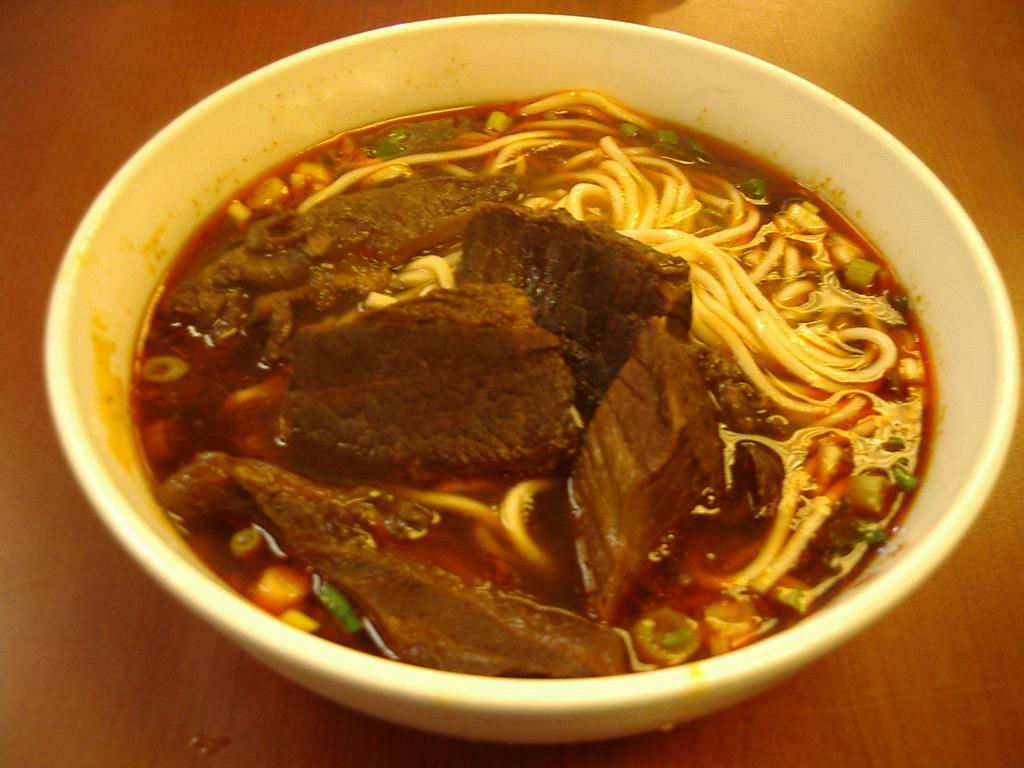
紅燒牛肉麵
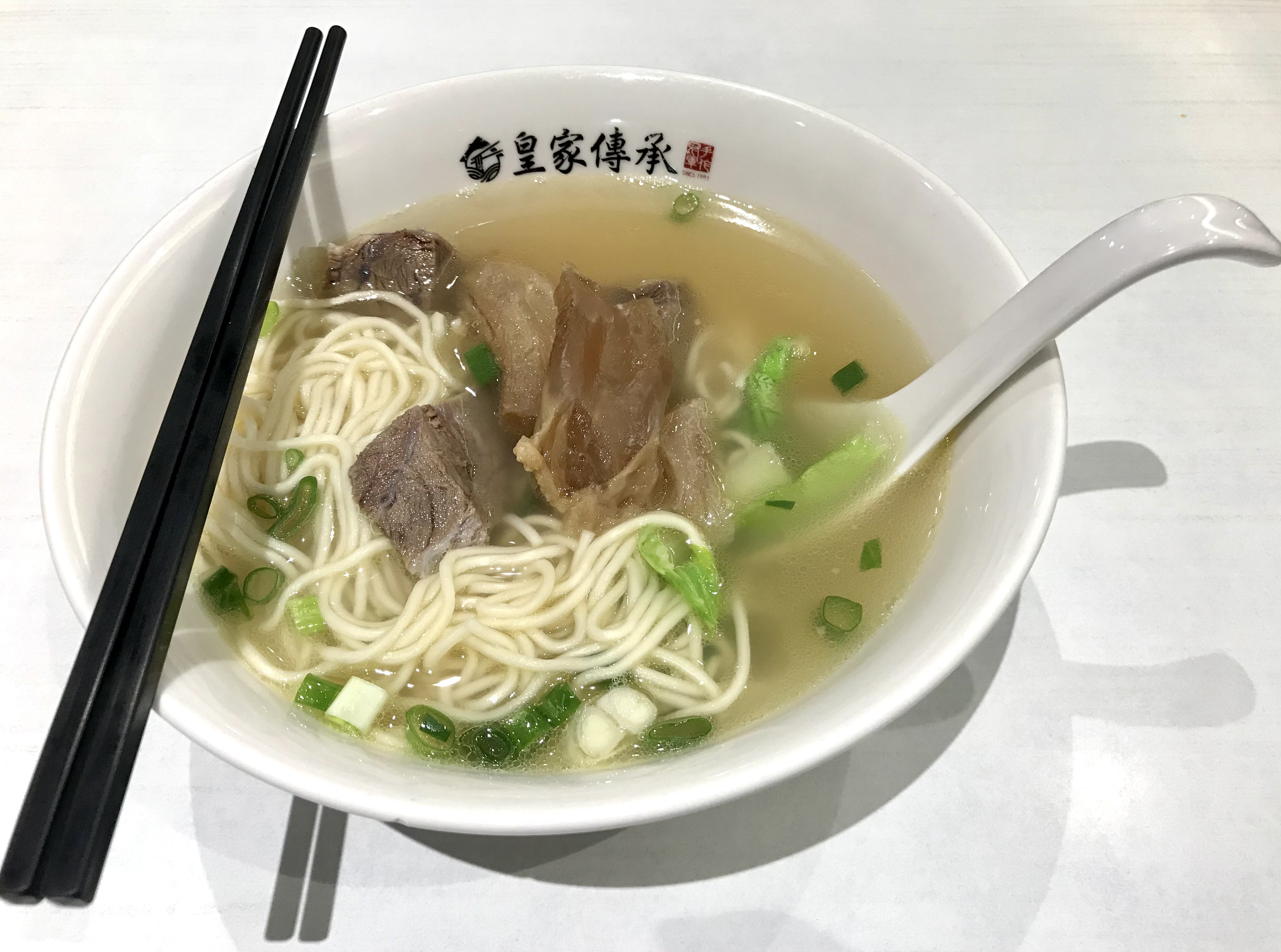
清燉半筋半肉牛肉麵
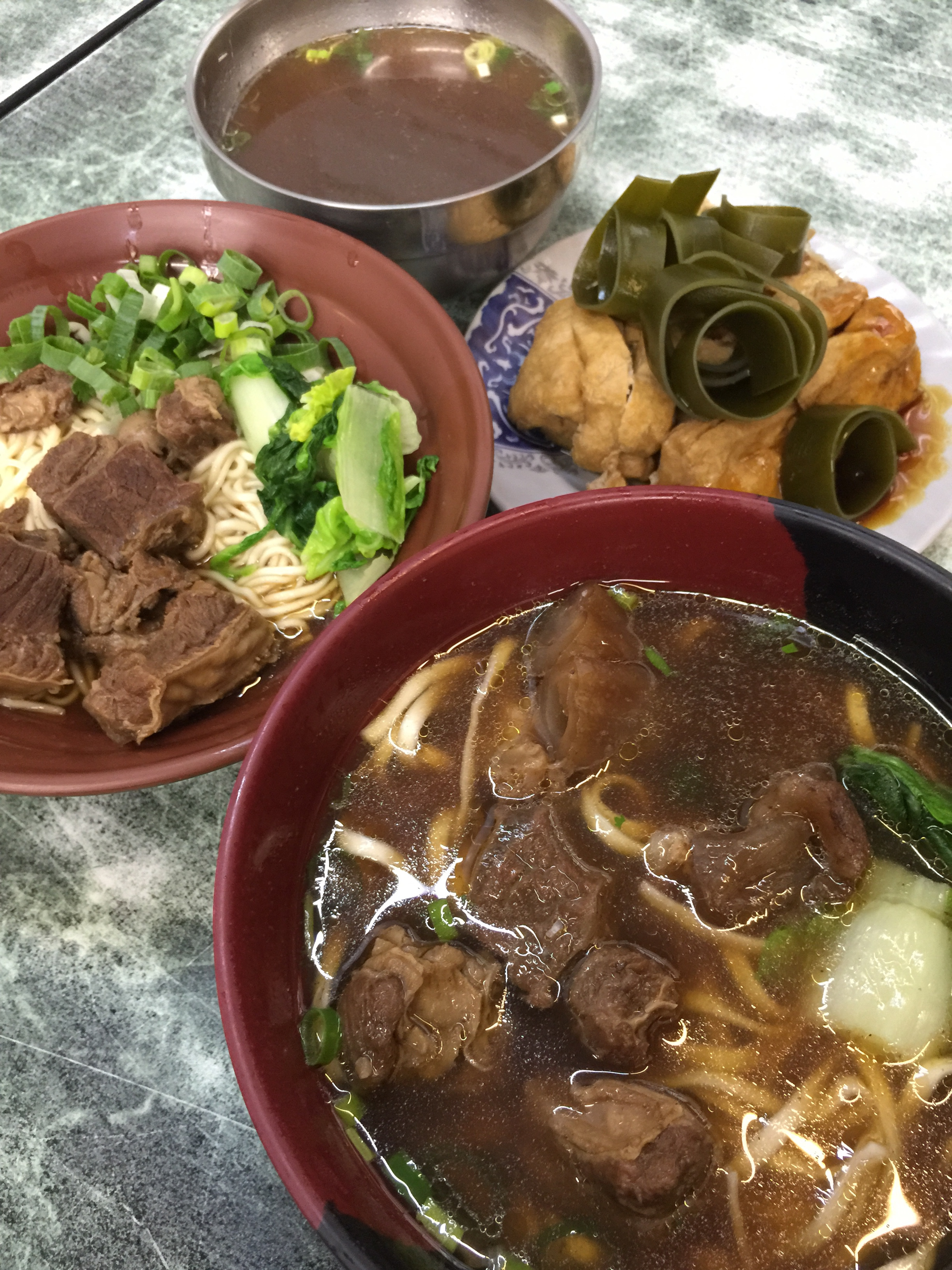
不同型式的牛肉麵：牛肉乾拌麵，半筋半肉麵，搭配紅燒牛肉湯與滷味

### 獨特口味
牛肉麵在台灣除了紅燒和清燉口味之外，還衍生出了許多獨特的種類，如：
- 台南清燉牛肉麵[14][15]：類似清真牛肉麵，但作法不同，以牛骨和胡蘿蔔和玉米為高湯底，上桌前在麵上鋪上嫩牛肉片和薑絲，然後倒入高湯燙熟，味道甘美清甜，盛行在台南一帶。
- 番茄牛肉麵[16][17]：主要是在紅燒口味的湯底中，加入番茄一起燉煮。
- 蔥燒牛肉麵[18]：在紅燒的湯底中加入事先爆香的蔥。
- 麻辣牛肉麵[19]：加入花椒的辣味湯底。
- 沙茶牛肉麵[20]：做法與紅燒和清燉的口味完全不同，是利用牛骨熬煮湯頭，再加上沙茶醬。食用時會放上豆芽菜或豆苗。
- 牛排牛肉麵[21]：加入高級牛排（例如：沙朗牛排）的牛肉麵，價格通常較貴。
- 咖哩牛肉麵[22]：使用咖哩為湯底。
- 餛飩牛肉麵[23]：牛肉湯麵中加餛飩（一說餛飩麵但以牛肉湯為底），流行於台灣販賣溫州大餛飩部分飯館。
- 牛肉湯麵[24]：沒有牛肉塊，僅有牛肉湯、麵條、以及一些極為小塊的牛肉末。也就是「沒有牛肉塊的牛肉麵」。
- 牛肉泡麵[25]：台灣有數十款速食麵以添加牛肉或牛肉口味並佐以牛肉麵口味湯料粉包與香料。
- 牛肉細粉[26]：同紅燒或清燉牛肉麵, 但使用細粉（或稱冬粉或粉絲）代替其中的麵條.通常加入油豆腐吸收湯汁, 並增加口感

### 使用麵條
台灣牛肉麵使用的麵條非常多樣化，除了用一般常見的細麵，也有用寬麵、中寬麵、拉麵、刀削麵、關廟麵、麵線、烏龍麵...等各種製作或粗細差異的白麵麵條，但不太會使用鹼水麵(黃麵)，例如台灣常見的油麵或豆菜麵。也有使用冬粉、寬粉、粄條、米粉、河粉...等非小麥原料製作的麵條，甚至使用麵疙瘩、水餃、餛飩等麵點來代替麵條。通常在台灣牛肉麵店裡，都會有兩三種以上的麵條或麵點來供客人選擇，常見的就是牛肉細麵、牛肉寬麵、牛肉冬粉、牛肉湯餃，這些湯底、牛肉都是一樣的，只是讓客人能去選擇用不同的麵條。

## 外部連結
- 台灣牛肉麵網
- 談談台北的麵攤歷史 （页面存档备份，存于）